# 靖林
22°16′04″N 114°07′55″E / 22.267726°N 114.1320285°E
靖林（英語：Radcliffe），是信德集團位於香港南區薄扶林薄扶林道120號的一個豪華住宅項目，毗鄰瑪麗醫院、香港大學。物業於2007年3月落成，同年5月開始發售，實用呎價1.6萬至2.4萬元，到2008年入伙。

## 命名來源
靖林與香港大學相當接近，而區內也有多家名校，因此樓盤的英文名稱「Radcliffe」取自於美國哈佛大學的哈佛拉德克利夫學院（英語：The Harvard Radcliffe College）。

## 特色
靖林以一梯一伙設計，全幢只有10個複式單位；面積3620平方呎，每樓樓高10呎及均有四間套房以及兩個客廳。基於住戶私隱理由，住客只可以乘坐電梯到達自己所屬的樓層。

## 設施
住客會所設健身室、宴會廳、燒烤場及100呎游泳池，園林由名師Belt Collins設計。